# 이종호 (건축가)
이종호(李鍾昊, 1957년 11월 11일~2014년 2월 21일)는 대한민국의 건축가이다. 박수근 미술관, 노근리 기념관, 이화여고 100주년 기념관 등을 설계하였다.

## 생애 및 이력
이종호는 해외 유학을 거치지 않은 순수 국내파 건축가로써 1976년 신일고등학교를 졸업하고 1980년에 한양대학교 건축학과를 졸업하였다. 이후 김수근의 건축사무소 '공간연구소'에 들어가 김수근의 마지막 제자로써 10여년 간 크고 작은 프로젝트를 수행하고 설계실장을 역임하였다. 1989년에는 독립하여 대학로 인근에 '스튜디오 메타'를 설립하였다. 1993년 강원도 율전교회를 설계하였으며 1994년 양남철과 함께 설계한 '바른손 사옥'이 제6회 김수근 문화상을 수상하면서 이름을 알리기 시작하였다.
그는 '사회적 장소'에 대한 개념을 중요하게 생각하여 건축이 들어서게 될 장소의 역사성과 사회성에 주목하는 작업을 하기를 희망하였다.
이를태면 도시 재개발 계획을 세우기 이전에 "시장 좌판에서 무엇을 팔고 있는가부터 조사해야 한다"고 말하였다. 서울을 예로 들자면 복잡하고 통일되지 않은 거친 혼성 도시의 풍경이지만 역사성을 담아 개개 공간의 질을 다듬는다면 '지옥같은 천국'의 역설을 실현할 수 있다고 하였다. 그의 대표작 중의 하나인 양구의 박수근 미술관 (2002)에 대하여 동료 건축가 정기용은 "건축이 어떻게 '건물'을 넘어서 훼손된 땅을 치유하며 작은 도시가 어떻게 '문화'의 이름으로 새롭게 생성될 수 있는지 하나의 사례를 만들어주었다."라고 평하였다. 이종호 본인은 작가의 그림을 담는 미술관이기에 앞서 청년 박수근을 만들었던 풍경을 방문객이 함께 느끼는 장치로서의 미술관이기를 바랬다고 하였다. 그리고 '분원 백자관' 에서는 깨진 파편들과 도공의 기억이 더 앞에 나서 있어야 했다고 이야기하였으며 '노근리 역사 평화박물관'은 미군에 의해 벌어진 양민 학살을 다루고 있으나, "섣부른 애도나 정치적 윤색 없이 오직 상실의 아픔만을 이어주는 통로의 역할이 우선시 되어야 한다"라고 말하였다. 이종호는 그가 설계한 아산의 이순신 기념관이 공사 과정에서 변경되어 난중일기가 중심이 아닌 각종 패널과 화려한 영상물로 채워진 것에 분노하여 문화재청장에게 항의하고 개관식에 참여하지 않기도 하였다. 그 밖에 그의 작품으로는 정동에 건립한 이화여고 100주년 기념관과 홍천 팜파스 휴게소 등이 있다.
그러는 동안 후학 양성을 위해 1991년부터 한양대학교 등에서 강의하였으며, 1994년부터는 건축학도에게 필요한 '총체적이며 근원적인 사고'의 함양을 위해 승효상 등의 다른 동료 건축가들과 함께 전국의 건축학도를 모아 개최하는 포럼식의 '서울 건축학교 (SA)'를 운영하였다. 2000년부터는 한양대학교 대학원 겸임교수로 일하다가 2005년에 한국예술종합학교 미술원 건축과 교수로 부임하였다. 그리고 같은 학교의 도시건축연구소 소장을 맡았다.

## 사망과 논란
2013년 11월 29일 감사원은 한국예술종합학교 측에 '연구비 부당 집행'을 근거로 이종호 교수에 대한 징계처분을 요구했다. 징계 요구의 이유는 2009년 4월 1일부터 2013년 7월 19일까지 7개 과제의 연구책임자로서 총액 약 9억 1000만원의 연구비 중 2억 3000만원을 개인 통장으로 공동관리 하고 5800만원을 개인적인 용도로 사용했다는 것이었다. 그러나 한국예술종합학교는 곧바로 이종호 교수를 대신해 반발했다. 학내 자체조사에 따르면 그는 개인 계좌를 이용해 연구원들의 급여를 선지급하고 연구비가 들어오면 일부를 다시 개인 계좌로 정산하였으며 필요한 비용은 사비를 보태 사용하였으나 이 과정에서 5800만원의 차이가 발생했다고 한다. 한예종과 이 교수는 이를 '회계오류'라고 밝혔으나 감사원과 검찰은 횡령 등 부당편취로 해석하였다. 이에 한예종은 2013년 12월 30일 감사원에 징계처분요구 재심의를 청구하였다.
하지만 검찰은 감사원의 재심의 기간 도중인 2014년 2월 18일에 이종호 교수를 불러 소환조사를 하였으며 2월 19일에는 구속 영장을 청구하였다. 그리고 일부 언론은 곧바로 검찰의 영장 신청 내용을 인용하여 이종호 교수가 10억원 대의 횡령과 비리를 자행하였다고 보도하였다.
그리하여 감사원의 재심의 결과를 받지도 못한 상태에서 법원의 영장실질심사가 예정된 2014년 2월 21일의 하루 전, 이종호 교수는 부산항을 출항한 제주행 페리호를 타고 가다가 여수 소리도 인근 해상에서 몸을 던져 자살하였다.
2월 21일은 2013년도 한국예술종합학교 학위 수여식이 열리는 날이기도 하였다.
2월 28일에 석관동 한국예술종합학교 예술극장에서는 고인의 시신이 발견되지 못한 상태에서 유족과 제자들에 의해 추모식이 거행되었다. 그리고 2014년 3월 15일, 여수 앞바다에서 몸을 던진지 23일만에 이종호 교수의 시신이 일본 쓰시마섬 해안가에서 발견되었다.

## 주요 경력
교육
- 1991년 ~ 1993년 한양대학교 설계스튜디오 강사
- 1994년 ~ 2013년 서울건축학교(SA) 스튜디오 튜터
- 2000년 ~ 2003년 한양대학교 건축디자인 대학원 겸임교수
- 2005년 ~ 2014년 한국예술종합학교 미술원 건축과 부교수

주요 건축
- 건축 : 율전교회, 바른손 센터, 홍천휴게소, 방목기념관, 박수근 미술관, 이화여고100주년기념관, 이순신 기념관, 노근리 기념관, 분원 백자관, Y주택, W주택, M주택 등
- 도시 : 광주문화도시연구, 순천문화도시연구, 무주태권신시연구, 나주도래마을연구, 아산영인면연구, 용산역세권문화전략연구, 한강, 임진강연안지역연구, 경기도정체성연구, JDS 신도시연구 등
- 디자인 : 차세대고속열차 차량디자인 (디자인과 공동연구)

전시
- 《DMZ》전 (서울시립미술관) 《아름다운 서울》전 (국립현대미술관).
- 《삶과 건축》전 (환기미술관) 《현대건축100년》전 (국립현대미술관).
- 1999년 《99양평00》전 (두물워크숍, 양평군청) 《김수근 문화상 수상자》 전 (김수근문화재단)
- 광주 비엔날레, 부산 비엔날레, 베니스 비엔날레 초대작가
- 《New-Trends of Architecture in Europe and Asia 2004》 초대작가
- 홍콩 센젠 비엔날레 초대작가
- 《Mega City》전 (프랑크푸르트, 베를린, 탈린, 바르셀로나, 국립현대미술관).
- 《S(e)oul scape》전 (피렌체, 로텔담, 브뤼셀, 마드리드)

학술
- 1997년 건축의 한국성 세미나, 플러스문화사 주최 (발제)
- 1999년 ICAS21 국제세미나, 서울특별시 (발제)
- 1999년 "99양평00" 포럼, 두물워크숍 (전체 코디네이션)
- 2002년 IASTE 2002: Hong Kong (발제)
- 2004년 ~ 2005년 "New Trends of Architecture in Europe and Asia-Pacific 2004-2005" Traveling Exhibition - Lille, Hong Kong, Cork, Tokyo, Melbourne (발제)

수상
- 건축가협회상(율전교회). 건축문화대상(용두리주택). 건축문화대상(홍천휴게소)
- 건축가협회상 아천상(홍천휴게소). 김수근문화상(바른손센터)
- 건축가협회상(명지대 방목기념관 및 행정동). 건축가협회상 아천상(박수근 미술관)

## 저서
- 2014년 3월 1일 이종호, 김태형, 김성우 《을지로 2 : 을지로를 말하는 17가지 도시건축적 시도들》, 우리북, ISBN 979-11-851-6410-6
- 2004년 5월 25일 김진애, 김헌, 구영민, 전진삼, 김재경, 이용범, 함성호, 김대익, 김한준, 황용하, 황두진, 최문규, 최원미, 최욱, 안상수, 민선주, 김영섭, 이종호, 함인선, 박인석, 이종건, 신혜경, 김봉렬, 조성룡 《건축 사이로 넘나들다》, 서울포럼, ISBN 978-89-857-3423-3
- 2005년 12월 1일 승효상, 정기용, 조성룡, 김인철, 김영섭, 민현식, 이종호, 김준성, 김종규, 이일훈, 김영준 《건축이란 무엇인가 - 우리 시대 건축가 열한 명의 성찰과 사유》, 열화당, ISBN 978-89-301-0171-4